# Mohammad Afzal Khan
Pour les articles homonymes, voir Afzal Khan.
Mohammad Afzal Khan est un prince afghan de la dynastie Barakzai né en 1814 et mort en octobre 1867. Il est brièvement émir d'Afghanistan de mai 1866 à sa mort.

## Biographie
Mohammad Afzal Khan est le fils aîné de l'émir Dost Mohammad Khan. Sous le règne de son père, il exerce d'abord la charge de gouverneur de Zurmat (en), au sud de Kaboul, avant de se voir confier en 1849 la province du Turkestan afghan (en), dans le nord du pays. Il y fonde une ville nouvelle à Takhteh Pol (en) pour remplacer l'ancienne capitale de Balkh.
À la mort de Dost Mohammad Khan, en 1863, son troisième fils Sher Ali Khan, qu'il avait désigné comme héritier, lui succède. Mohammad Afzal se révolte contre son demi-frère cadet et refuse de faire lire la khutba en son nom dans les mosquées du Turkestan. Il est à la tête d'une armée de vingt-cinq mille hommes, organisée avec l'aide d'un ancien officier britannique, William Campbell,. Sher Ali envahit le Turkestan pour mater cette rébellion en 1864. Leurs armées se livrent une bataille sans résultat concluant dans la vallée de Bajgah. Mohammad Afzal et Sher Ali se réconcilient, mais le fils du premier, Abdur Rahman Khan, n'accepte pas que son père soit supplanté par son cadet. Soupçonnant Mohammad Afzal d'intriguer contre lui, Sher Ali le fait arrêter et emprisonner, tandis qu'Abdur Rahman se réfugie à Boukhara,.
En mai 1866, alors que Sher Ali se trouve à Kandahar, Kaboul est prise d'assaut par le frère de Mohammad Afzal, Mohammad Azam Khan, et son fils Abdur Rahman. Afzal est libéré et intronisé émir d'Afghanistan. Ses troupes infligent plusieurs défaites à celles de Sher Ali dans les mois qui suivent et le contraignent à battre en retraite vers Hérat,.
Mohammad Afzal meurt du choléra en octobre 1867, à l'âge de 54 ans. Son frère Mohammad Azam lui succède.